# Lijst van postcodes 3000-3999 in Nederland
Hieronder volgt een lijst van postcodes 3000-3999 in Nederland:

## 3000-3099
- 3000-3089: Rotterdam
  - 3000-3010: Rotterdam postbusnummers
  - 3011-3069: Rechter Maasoever (ten noorden van de Maas)
    - 3011; Stadsdriehoek/Rotterdam Centrum
    - 3012; Cool/Rotterdam Centrum
    - 3013; Rotterdam Centraal/Weena
    - 3014; Oude Westen
    - 3015; Dijkzigt
    - 3016; Scheepvaartkwartier/Nieuwe Werk
    - 3021-3022; Middelland
    - 3023; Nieuwe Westen
    - 3024; Coolhaveneiland
    - 3025; Bospolder
    - 3026; Tussendijken
    - 3027; Spangen
    - 3028; Oud-Mathenesse
    - 3029; Schiemond, Nieuw-Mathenesse
    - 3031; Rubroek
    - 3032; Agniesebuurt
    - 3033; Provenierswijk
    - 3034; Crooswijk
    - 3035-3036; Oude Noorden
    - 3037; Liskwartier
    - 3038; Bergpolder
    - 3039; Blijdorp
    - 3041;-3042 Diergaarde Blijdorp/Kleinpolder
    - 3043; Overschie
    - 3044; Spaanse Polder
    - 3045; Rotterdam Airport
    - 3045; Zestienhoven
    - 3046; Schieveen
    - 3047; Bedrijventerrein Rotterdam Noord-West
    - 3051; Kleiwegkwartier
    - 3052-3053; Schiebroek
    - 3054; Hillegersberg Centrum
    - 3055; Molenlaankwartier
    - 3056; Terbregge
    - 3059; Nesselande
    - 3061; Kralingen-West
    - 3062; Kralingen-Oost
    - 3063; Struisenburg en De Esch
    - 3064; Kralingseveer
    - 3065; 's-Gravenland
    - 3066; Prinsenland
    - 3067; Het Lage Land/Oosterflank
    - 3068; Ommoord/Zevenkamp
    - 3069; Ommoord/Zevenkamp

  - 3071-3089: Rotterdam-Zuid (Linker Maasoever)
    - 3071; Feijenoord/Noordereiland/Kop van Zuid
    - 3072; Afrikaanderwijk/Katendrecht
    - 3073; Bloemhof/Strevelswijk
    - 3074; Hillesluis
    - 3075; Vreewijk
    - 3076; Lombardijen
    - 3077; Oud-IJsselmonde/Stadion/Beverwaard
    - 3078;IJsselmonde
    - 3079; Groot-IJsselmonde
    - 3081; Tarwewijk/Maashaven
    - 3082; Oud-Charlois
    - 3083; Carnisse/Zuidplein
    - 3084; Zuiderpark/Wielewaal/Charlois
    - 3085; Zuidwijk
    - 3086; Pendrecht
    - 3087; Oud-Charlois/Waalhaven-Noord
    - 3088; Waalhaven-Zuid
    - 3089; Heijplaat

## 3100-3199
- 3100-3125: Schiedam
  - 3100-3110: Schiedam postbusnummers
  - 3111; Centrum
  - 3112; Schiedam-Oost
  - 3113; Nieuw-Mathenesse
  - 3114; Schiedam-Zuid
  - 3115; Schiedam Havens
  - 3116; Schiedam-West, zuid
  - 3117; Schiedam-West, noord
  - 3118; Nieuwland, west
  - 3119; Nieuwland, oost
  - 3121; Groenoord
  - 3122; Kethel
  - 3123; Woudhoek
  - 3124; Spaland
  - 3125; 's-Graveland
- 3130-3138: Vlaardingen
  - 3130: postbussen en antwoordnummers
  - 3131: Centrum
  - 3132: Westwijk
  - 3133: Havengebied
  - 3134: Oostwijk, Babberspolder
  - 3135: Ambacht
  - 3136: Holy-Zuid
  - 3137: Holy-Noord
  - 3138: Broekpolder
- 3140-3147: Maassluis
- 3150-3151: Hoek van Holland
- 3155: Maasland
- 3160-3162: Rhoon
- 3165: Rotterdam Albrandswaard
- 3170-3172 en 3176: Poortugaal
- 3180-3181: Rozenburg
- 3190-3194: Hoogvliet
  - 3191: Centrum: Middengebied, Boomgaardshoek
  - 3192: Zuid: Meeuwenplaat, Zalmplaat
  - 3193: West: Nieuw Engeland, Westpunt
  - 3194: Noord: Oudeland, Gadering, Tussenwater
- 3195: Pernis
- 3196: Vondelingenplaat
- 3197: Botlek
- 3198: Europoort
- 3199: Maasvlakte

## 3200-3299
- 3200-3208: Spijkenisse
  - 3200: Spijkenisse postbusnummers
  - 3201: Centrum, Vierambachten, De Hoek, Gildenwijk, Haven, De Elementen
  - 3202: Schiekamp, Hoogwerf
  - 3203: Groenewoud
  - 3204: Sterrenkwartier, De Akkers ten noorden van metrolijn C en D (Akkers-Dreef & -Voorde)
  - 3205: Waterland
  - 3206: De Akkers ten zuiden van metrolijn C en D (Akkers-Donk, -Gaard, -Gras & -Kreek), Vriesland
  - 3207: Maaswijk, Schenkel
  - 3208: Vogelenzang, industrieterreinen Halfweg en Molenwatering
- 3209: Hekelingen
- 3211: Geervliet
- 3212: Simonshaven
- 3214: Zuidland
- 3216: Abbenbroek
- 3218: Heenvliet
- 3220-3225: Hellevoetsluis
- 3227: Oudenhoorn
- 3230-3232: Brielle
- 3233: Oostvoorne
- 3234: Tinte
- 3235: Rockanje
- 3237: Vierpolders
- 3238: Zwartewaal
- 3240-3241: Middelharnis
- 3243: Stad aan 't Haringvliet
- 3244: Nieuwe-Tonge
- 3245: Sommelsdijk
- 3247: Dirksland
- 3248: Melissant
- 3249: Herkingen
- 3250-3251: Stellendam
- 3252: Goedereede
- 3253: Ouddorp
- 3255: Oude-Tonge
- 3256: Achthuizen
- 3257: Ooltgensplaat
- 3258: Den Bommel
- 3260-3263: Oud-Beijerland
  - 3261: Oost
  - 3262: Midden
  - 3263: West
- 3264: Nieuw-Beijerland
- 3265: Piershil
- 3267: Goudswaard
- 3270-3271: Mijnsheerenland
- 3273: Westmaas
- 3274: Heinenoord
- 3280-3281: Numansdorp
- 3284: Zuid-Beijerland
- 3286: Klaaswaal
- 3290-3291: Strijen
- 3292: Strijensas
- 3293: Mookhoek
- 3295: 's-Gravendeel
- 3297: Puttershoek
- 3299: Maasdam

## 3300-3399
- 3300-3329: Dordrecht
  - 3311: Binnenstad, 19-eeuwse schil, Noordflank
  - 3312: Reeland
  - 3313: De Staart, Hollandse Biesbosch
  - 3314: Nieuw-Krispijn, Oud-Krispijn
  - 3315: Stadspolders, Vissershoek, Oudelandshoek
  - 3316: Louterbloemen, Dordtse Kil, Krabbepolder, Wieldrecht, Tweede Tol, Willemsdorp
  - 3317: Crabbehof, Wielwijk, Zuidhoven, Amstelwijck
  - 3318: Sterrenburg I
  - 3319: Dubbeldam
  - 3328: Sterrenburg II en III, Wilgenwende
  - 3329: De Hoven, Kop van 't Land, Buitengebied
- 3330-3336: Zwijndrecht
- 3340-3344: Hendrik-Ido-Ambacht
- 3350-3356: Papendrecht
  - 3351: Eiland, Westpolder, Nieuwland
  - 3352: Molenvliet
  - 3353: Centrum, Kraaihoek
  - 3354: Middenpolder, Zeeheldenbuurt
  - 3355: Wilgendonk
  - 3356: Oostpolder, De Kooij, Oosteind
- 3360-3364: Sliedrecht
- 3366: Wijngaarden
- 3370-3373: Hardinxveld-Giessendam
  - 3372: Boven-Hardinxveld
- 3380-3381: Giessenburg

## 3400-3499
- 3400-3404: IJsselstein
- 3405: Benschop
- 3410-3411: Lopik, Cabauw
- 3412: Lopikerkapel
- 3413: Jaarsveld
- 3415: Polsbroek
- 3417: Montfoort
- 3420-3421: Oudewater
- 3425: Snelrewaard
- 3430-3439: Nieuwegein
- 3440-3449: Woerden
  - 3441 - Binnenstad
  - 3442 - Bomen- en Bloemenbuurt
  - 3443 - Schildersbuurt
  - 3444 - Geestdorp
  - 3445 - Staatsliedenkwartier
  - 3446 - Snel en Polanen
  - 3447 - Middelland
  - 3448 - Molenvliet
  - 3449 - Barwoutswaarder
- 3450-3451: Vleuten
- 3452-3452: Vleuten - Vleuterweide
- 3453-3454: De Meern
- 3455: Haarzuilens
- 3460-3461: Linschoten
- 3464: Papekop
- 3465: Driebruggen
- 3466: Waarder
- 3467: Hekendorp
- 3470-3471: Kamerik
- 3474: Zegveld
- 3480-3481: Harmelen

## 3500-3599
- 3500-3585: Utrecht (stad)
  - 3500-3508: postbussen en antwoordnummers
  - 3509: Netherlands Army Post Office (post versturen naar militairen in het buitenland)
  - wijk Binnenstad
    - 3511: Binnenstad ten westen van de Oudegracht (tot aan het spoor)
    - 3512: Binnenstad ten oosten van de Oudegracht

  - wijk Utrecht Noordwest (gedeelte)
    - 3513: Pijlsweerd (incl. 1e Daalsebuurt)

  - wijk Utrecht Noordoost (gedeelte)
    - 3514: Vogelenbuurt, Lauwerecht
    - 3515: Tuinwijk, Staatsliedenbuurt, Lauwerecht

  - wijk Utrecht Zuidwest (gedeelte)
    - 3521: Dichterswijk (wijk Utrecht Zuidwest), Stationsgebied (wijk Binnenstad)
    - 3522: Rivierenwijk

  - wijk Utrecht Zuid
    - 3523: Tolsteeg/Hoograven
    - 3524: Lunetten
    - 3525: Hoograven

  - wijk Utrecht Zuidwest (gedeelte)
    - 3526: Kanaleneiland-Zuid, Transwijk-Zuid
    - 3527: Kanaleneiland-Noord, Transwijk-Noord

  - wijk Leidsche Rijn (gedeelte)
    - 3528: Papendorp

  - wijk Utrecht West (gedeelte)
    - 3531: Lombok/Leidseweg
    - 3532: Spinozaplantsoen e.o., Thomas à Kempisplantsoen e.o., Majellapark, Nieuw Engeland
    - 3533: Oog in Al, Halve Maan, Den Hommel, Welgelegen
    - 3534: Schepenbuurt, bedrijventerrein Cartesiusweg

  - wijk Leidsche Rijn (gedeelte)
    - 3541: Hogeweide

  - wijk Utrecht West (gedeelte)
    - 3542: Bedrijventerrein Lage Weide

  - wijk Leidsche Rijn (gedeelte)
    - 3543-3546: Leidsche Rijn

  - wijk Utrecht Noordwest (gedeelte)
    - 3551: 2e Daalsebuurt e.o. en Egelantierstraat, Mariëndaalstraat e.o. (tezamen de Bloemenbuurt) en Boomgaardlaan e.o.
    - 3552: Ondiep, Everhard Zoudenbalchstraat e.o., Loevenhoutsedijk e.o.
    - 3553: Elinkwijk e.o., Julianapark e.o.
    - 3554: Queeckhovenplein e.o., Schaakbuurt e.o., Geuzenwijk, De Driehoek
    - 3555: bedrijventerrein Demkagebied, Prins Bernhardplein e.o, Queeckhovenplein en omgeving, Zuilen-Noord

  - wijk Utrecht Overvecht
    - 3561-3562: Overvecht-Zuid
      - 3561: Taag- en Rubicondreef en omgeving, Wolga- en Donaudreef en omgeving,
      - 3562: Zamenhofdreef en omgeving, Neckardreef en omgeving

    - 3563-3565: Overvecht-Noord
      - 3563: Amazone- en Nicaraguadreef en omgeving
      - 3564: Zambesidreef en omgeving, Tigris- en Bostondreef en omgeving
      - 3565: Bedrijventerrein Nieuw Overvecht

    - 3566: Gageldijk

  - wijk Utrecht Noordoost (gedeelte)
    - 3571: Tuindorp
    - 3572: Wittevrouwen
    - 3573: Voordorp

  - wijk Utrecht Oost
    - 3581: Buiten Wittevrouwen, Oudwijk, Wilhelminapark
    - 3582: Tolsteegsingel e.o., Sterrenwijk, Abstede, Rubenslaan e.o., Watervogelbuurt
    - 3583: Schildersbuurt
    - 3584: Galgenwaard, Rijnsweerd, De Uithof (Utrecht Science Park)
    - 3585: Maarschalkerweerd

## 3600-3699
- 3600-3604: Maarssen
- 3605-3608: Maarssenbroek
- 3611: Oud-Zuilen
- 3612: Oud-Maarsseveen
- 3612: Tienhoven
- 3615: Achttienhoven, Westbroek
- 3620-3621: Breukelen
- 3625: Breukeleveen
- 3626: Nieuwer-Ter-Aa
- 3628: Kockengen
- 3630-3631: Nieuwersluis
- 3632: Loenen aan de Vecht
- 3633: Vreeland
- 3634: Loenersloot
- 3640-3643: Mijdrecht
- 3645: Vinkeveen
- 3646: Waverveen
- 3648: Wilnis
- 3651-3653: Woerdense Verlaat

## 3700-3799
- 3700-3709: Zeist
- 3710-3711: Austerlitz
- 3712: Huis ter Heide
- 3720-3723: Bilthoven
- 3730-3732: De Bilt
- 3734: Den Dolder
- 3735: Bosch en Duin
- 3737: Groenekan
- 3738: Maartensdijk
- 3739: Hollandsche Rading
- 3740-3744: Baarn
- 3749: Lage Vuursche
- 3750-3752: Bunschoten-Spakenburg
- 3754: Eemdijk
- 3755: Eemnes
- 3760-3768: Soest
  - 3761: Soestdijk
  - 3762: 't Hart, Klaarwater, Industrieterrein Soest, De Eng Noord West
  - 3763: Boerenstreek
  - 3764: De Eng, Soest Midden, Eemgebied
  - 3765: Smitsveen, De Eng Zuid
  - 3766: Overhees
  - 3768: Soest-Zuid
- 3769: Soesterberg
- 3770-3773: Barneveld
- 3774: Kootwijkerbroek
- 3775: Kootwijk
- 3776: Stroe
- 3780-3781: Voorthuizen
- 3784: Terschuur
- 3785: Zwartebroek
- 3790-3792: Achterveld
- 3794: De Glind

## 3800-3899
- 3800-3827: Amersfoort
  - 3800: Amersfoort postbusnummers en antwoordnummers
  - 3811: Hof, Nieuwstraat, Mooierstraat, Lieve Vrouwekerkhof, Coninckstraat, Beestenmarkt, Grote Haag, Stadhuisplein, Smallepad, Snouckaertlaan, Zonnehof
  - 3812: Rivierenbuurt-Oost, Rivierenbuurt-West, Gerrit van Stellingwerfstraat, Bloemenbuurt-Oost, Bloemenbuurt-West, Bomenbuurt, Puntenburg, Piet Mondriaanlaan, Eemplein-Nieuwe Stad
  - 3813: Schimmelpenninckbuurt, Eemplein-Nieuwe Stad, Jericho, Jeruzalem, Sterrenbeeldenbuurt, Gildekwartier, Kruiskamp-Noord, Vuurtoren, De Plaatsen, Koperhorst, Elly Takmastraat, Camera  Obscurastraat, Queekhoven, Het Gein
  - 3814: Kruiskamp-Noord, Kruiskamp-Midden, Kruiskamp-Zuid
  - 3815: Liendert-Noord, Zangvogelbuurt, De Horsten, Watervogelbuurt, Liendert-Zuid, Rustenburg-Noord, Rustenburg-Zuid
  - 3816: Bloeidaal, Schuilenburg-Midden, Schuilenburg-Noord, Schuilenburg-Zuid, Willem III, Componistenbuurt-Noord, Componistenbuurt-Midden, Componistenbuurt-Zuid
  - 3817: Willem III, Bekenstein, De Luiaard, Vermeerkwartier-Oost, Vermeerkwartier-West, Dorrestein, De Driehoek, Leusderkwartier-West, Leusderkwartier-Oost
  - 3818: Westerstraat, Juliana van Stolberg, Huijgenslaan, De Lichtenberg, Verhoevenstraat, Indische Buurt, Klein Zwitserland-Laag, Klein Zwitserland-Hoog, Regentesselaan, Staatsliedenbuurt-Oost,  Staatsliedenbuurt-West, Oranjebuurt, Vlasakkers, Zon en Schild
  - 3819: Birkhoven, Bokkeduinen
  - 3821: Stoutenburg-Noord, Nijkerkerstraat, Kruidenbuurt, Hoefkwartier
  - 3822: Het Gein, De Ham, Vlinderbuurt, Erasmusstraat, Muziekbuurt-Noord, Muziekbuurt-Zuid, Architectenbuurt-Oost, Architectenbuurt-West
  - 3823: Vlinderbuurt, Muziekbuurt-Noord, Architectenbuurt-Oost, Architectenbuurt-West, Donken, Zanden, Paddenstoelenbuurt, Woudzoom, Wintertuinen, De Verwondering, Emiclaer, Groote Kreek, Boerderijenkamer, Kattenbroek-Noord
  - 3824: Calveen, Stadskwartier, Hoge Hoven, Centrum, Waterpark, Stadstuin, Waterkwartier, Kruidenbuurt
  - 3825: Park van de Tijden-West, Dassenberg, Park van de Tijden-Oost, Duisterweg, Eilandengroepenbuurt, Polderbuurt-Noord, Winkelcentrum Vathorst, Damespolderbuurt, De Bron-Noord, De Bron- Zuid
  - 3826: Zuiderzeestedenbuurt-Oost, Zuiderzeestedenbuurt-West, De Baken
  - 3827:
- 3828: Hoogland
- 3829: Hooglanderveen
- 3830-3834: Leusden
- 3835: Stoutenburg
- 3836: Stoutenburg Noord
- 3840-3848: Harderwijk
- 3849: Hierden
- 3850-3853: Ermelo
- 3860-3863: Nijkerk
- 3864: Nijkerkerveen
- 3870-3871: Hoevelaken
- 3880-3882: Putten
- 3886: Garderen
- 3888: Uddel
- 3890-3899: Zeewolde

## 3900-3999
- 3900-3907: Veenendaal
- 3910-3912: Rhenen
- 3920-3922: Elst
- 3925: Scherpenzeel
- 3927: Renswoude
- 3930-3931: Woudenberg
- 3940-3941: Doorn
- 3945: Cothen
- 3947: Langbroek
- 3950-3951: Maarn
- 3953: Maarsbergen
- 3956: Leersum
- 3958: Amerongen
- 3959: Overberg
- 3960-3962: Wijk bij Duurstede
- 3970-3972: Driebergen-Rijsenburg
- 3980-3981: Bunnik
- 3984: Odijk
- 3985: Werkhoven
- 3989: Ossenwaard (Utrecht)
- 3990-3995: Houten
- 3997: 't Goy
- 3998: Schalkwijk
- 3999: Tull en 't Waal